# Китайско-уругвайские отношения
Китайско–уругвайские отношения — двусторонние дипломатические отношения между Китаем и Уругваем. У Китая есть посольство в Монтевидео. Уругвай имеет посольство в Пекине и консульство в Гонконге. Обе страны являются членами Группы 77.

## История

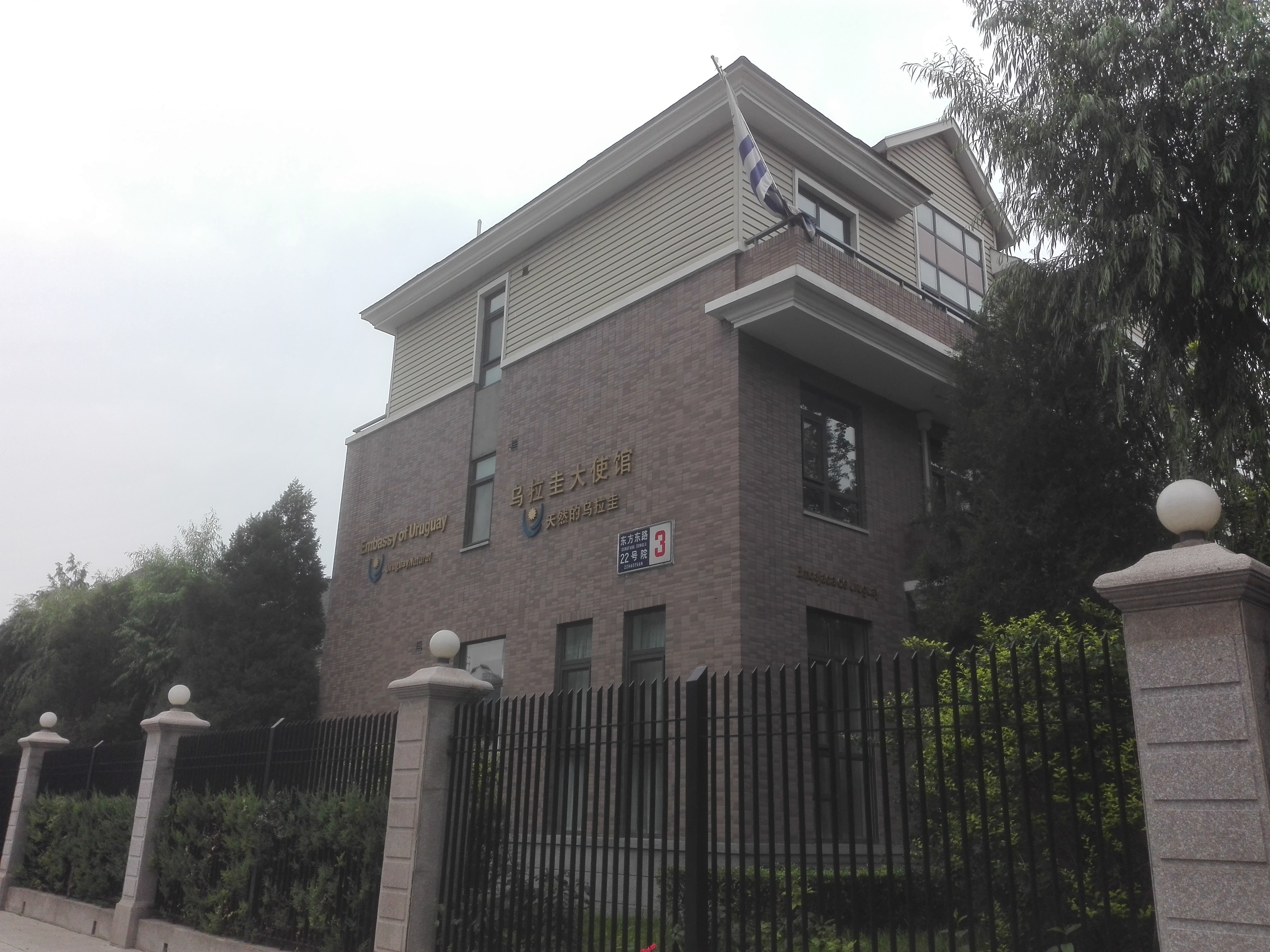
Посольство Уругвая в Пекине

Уругвай имел двусторонние отношения с Китайской Республикой; но они были прекращены, когда были установлены дипломатические отношения с КНР в 1988 году.
В Уругвае присутствует значительное количество китайских иммигрантов.
Между двумя странами существует несколько соглашений:
- Соглашение о взаимном поощрении инвестиций и защите (1993) (исп.)
- Соглашение о научно-техническом сотрудничестве (1993) (исп.)
- Льготный кредит (2006) (исп.)

В Монтевидео также находится торговая палата Уругвай — КНР.
Китай является самым важным торговым партнёром Уругвая.
В мае 2013 года президент Уругвая Хосе Мухика совершил официальный визит в Пекин.